# 舍块乡
舍块乡是中国云南省昆明市东川区下辖的一个乡。实际上隶属于昆明倘甸产业园区轿子山旅游开发区。2017年12月，正式签订移交协议。

## 行政区划
舍块乡下辖以下地区：
舍块村、团结村、新和村、九龙村、云坪村、茂炉村、白鹤村和新山村。